# 舒卜拉海邁
舒卜拉海邁（阿拉伯语：‎）是埃及第四大城市，位於蓋盧比尤省，座標30°7′43″N 31°14′32″E / 30.12861°N 31.24222°E，處於大開羅的北部。自1940年代開始，舒卜拉海邁的居民是在附近工廠工作的工人和其家庭，現在主要以遷入城市的鄉民聚居，人口約350萬。